# ラム島 (スコットランド)
- ラム島
- ルーム島

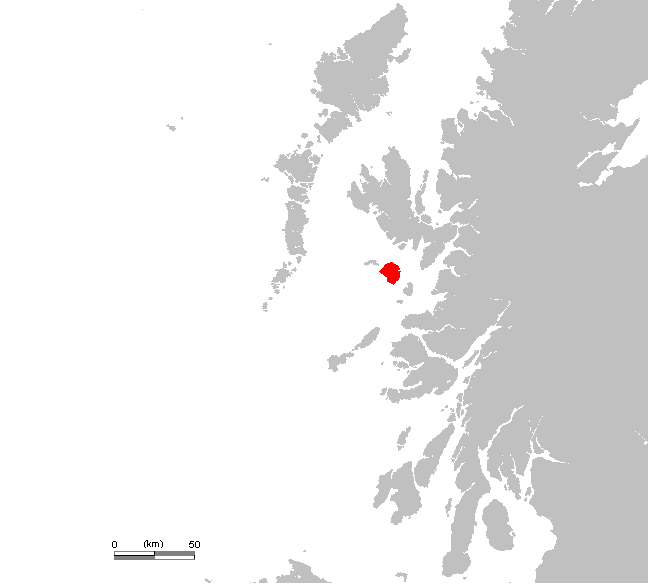
ラム島の位置

ラム島（ラムとう、Rùm、ルーム島）は、スコットランド、インナー・ヘブリディーズ諸島の島。行政はハイランドに属する。人口は2001年時点で22人（スコットランド自然遺産の職員とその家族が大半）。更新世期にできた山地を含む、火山性の島である。野生動植物の宝庫でもある。
中世には、アイル卿ジョン・ドナルドが領有した。その後、長くコル島のマクリーン家が所有。19世紀にソールズベリー侯爵家へ売却され、その後紡績機製造で成功したジョン・バローが購入した。バローの子ジョージは、1900年に島にキンロッホ城（en）を私邸として建てた。